# 古尔东 (阿尔代什省)
古尔东（法語：Gourdon，法語發音：[ɡuʁdɔ̃] ⓘ）是法国阿尔代什省的一个市镇，属于普里瓦区。

## 地理
古尔东（44°43'52"N, 4°26'54"E）面积12.84 平方千米，位于法国奥弗涅-罗讷-阿尔卑斯大区阿尔代什省，该省份为法国东南部内陆省份，北起顺时针与卢瓦尔省、伊泽尔省、德龙省、沃克吕兹省、加尔省、洛泽尔省和上盧瓦爾省接壤。
与古尔东接壤的市镇（或旧市镇、城区）包括：阿茹、普谢尔、圣昂代奥德瓦尔、圣艾蒂安德布洛涅、圣约瑟夫德邦、圣于连迪加、圣米歇尔德布洛涅、圣普列斯特。

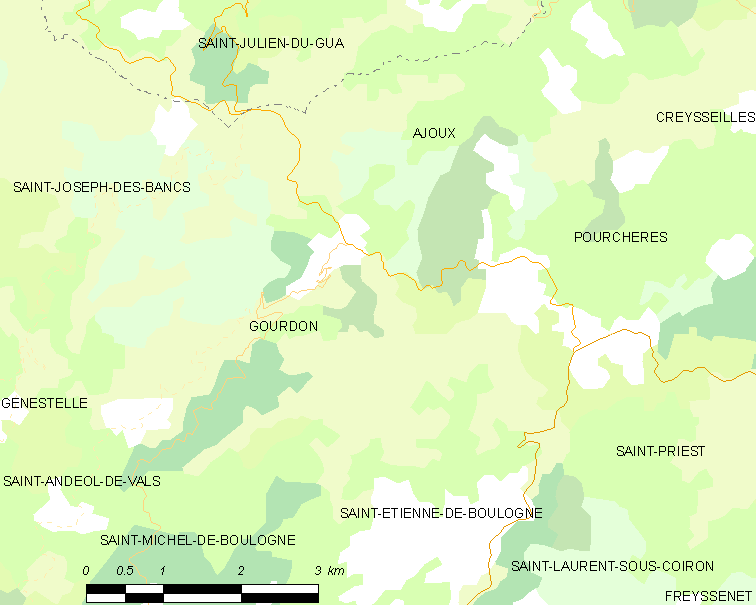
的OSM定位图

古尔东的时区为UTC+01:00、UTC+02:00（夏令时）。

## 行政
古尔东的邮政编码为07000，INSEE市镇编码为07098。

## 政治
古尔东所属的省级选区为普里瓦县。

## 人口

1962-2008年间人口变化图示

古尔东于2022年1月1日时的人口数量为78人。